# Saraevo, Vrața
Saraevo (în bulgară Сараево) este un sat în comuna Mizia, regiunea Vrața,  Bulgaria. 

## Demografie
Componența etnică a satului Saraevo
     Bulgari (100%)
     Nicio identificare (0%)
     Altele (0%)
La recensământul din 2011, populația satului Saraevo era de 44 locuitori. Din punct de vedere etnic, toți locuitorii erau bulgari.